# Phillipp Mwene
Phillipp Mwene (ur. 29 stycznia 1994 w Wiedniu) – austriacki piłkarz pochodzenia kenijskiego grający na pozycji obrońcy. Od 2023 roku zawodnik 1. FSV Mainz 05.

## Życiorys
W czasach juniorskich trenował w Austrii Wiedeń i VfB Stuttgart. W latach 2013–2016 był piłkarzem rezerw Stuttgartu. 18 lipca 2016 odszedł na zasadzie wolnego transferu do drugoligowego 1. FC Kaiserslautern. W 2. Bundeslidze zagrał po raz pierwszy 5 sierpnia 2016 w przegranym 0:4 meczu z Hannoverem 96. 1 lipca 2018 został piłkarzem pierwszoligowego 1. FSV Mainz 05. 1 września 2018 zadebiutował w Bundeslidze – miało to miejsce w zremisowanym 1:1 spotkaniu z 1. FC Nürnberg. Do gry wszedł w 81. minucie, zmieniając Karima Onisiwo.